# Фердинанд I Пармски
Фердинанд I Пармски (на италиански: Ferdinando I di Parma; * 20 януари 1751; † 9 октомври 1802) е херцог на Парма от 1765 до 1802 г.

## Живот
Син е на Филип I Пармски и Луиза-Елизабет Бурбон-Френска, което го прави внук на Луи XV.
На 19 юли 1769 г. Фердинанд се жени за сестрата на император Йозеф II и на Мария-Антоанета – 23-годишната Мария Амалия, в Августинската църква във Виена. Фердинанд е със слаб характер и Мария Амалия доминира политически и частно. Започват да я наричат La Signora и La Mata. Те имат 7 деца, от които четири порастват.
През 1796 г. в Парма нахлува френска войска. След смъртта му през 1802 г. Мария Амалия се оттегля в резиденцията си в Прага, където умира през 1804 г.

## Деца
Фердинанд I Пармски и Мария Амалия имат седем деца:
- Каролина Мария (* 22 ноември 1770; † 1 март 1804)

∞ 1792 г. за принц Максимилиан Саксонски (1759 – 1838)
- Лудвиг (* 5 август 1773; † 27 май 1803), крал на Етрурия

∞ 1795 г. Мария Луиза Испанска (1782 –1824), дъщеря на крал Карлос IV
- Мария Антония (* 28 ноември 1774; † 20 февруари 1841), монахиня 1802 г. в ордена на урсулинките, след това абатиса
- Шарлота (* 1 септември 1777; † 5 април 1813), монахиня в ордена на доминиканците, от 1797 г. приорес
- Филип (* 22 март 1783; † 2 юли 1786)
- Антония Луиза (* 21 октомври 1784; † ок. 1786)
- Мария Луиза (* 17 април 1787; † 22 ноември 1789)
- * мъртвородени близнаци, син и дъщеря (*/† 21 май 1789)